# Persona (arquetipo)

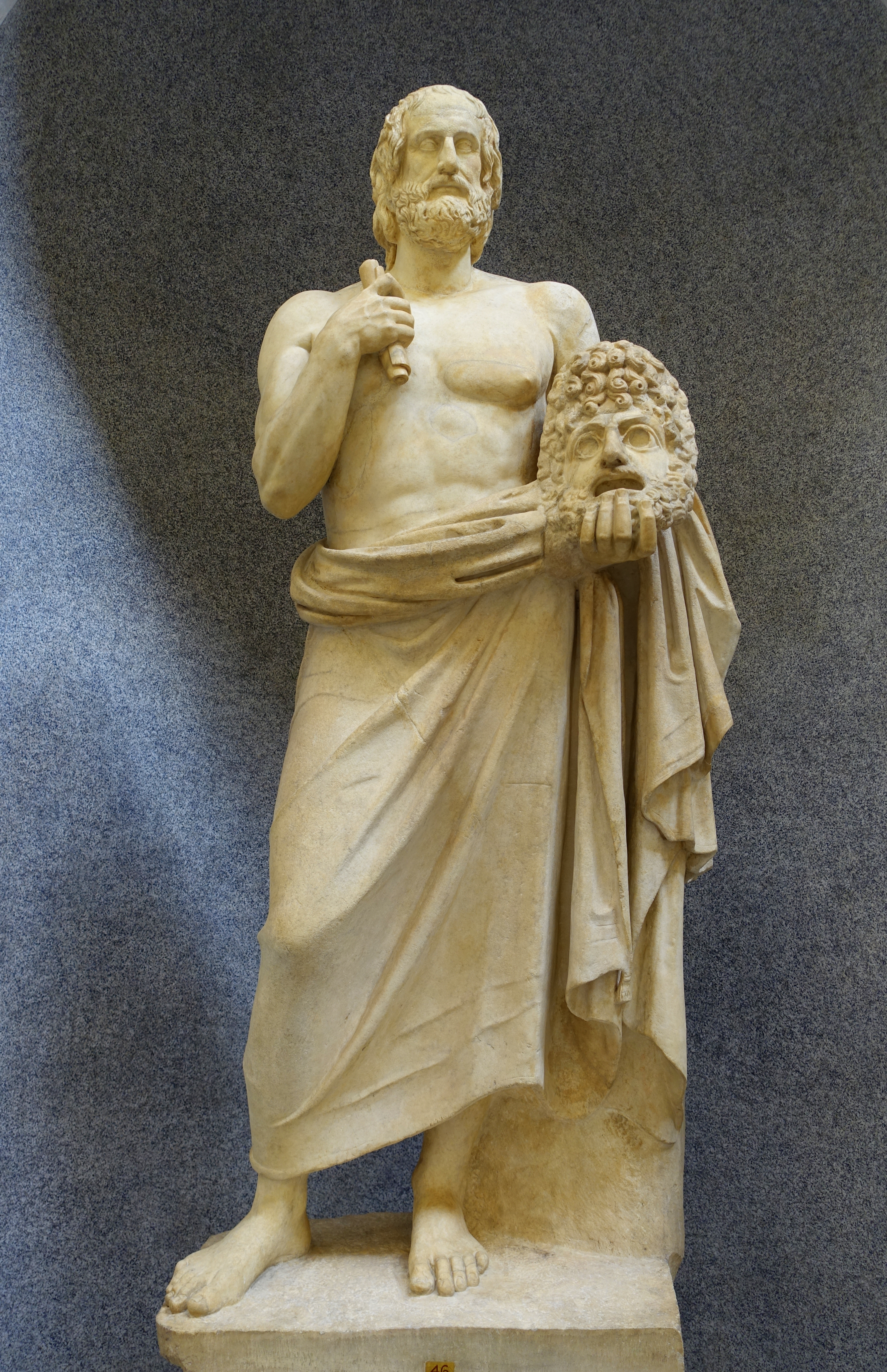
Estatua griega portando máscara.

La persona (en latín, «máscara» del actor) representaría el arquetipo de la máscara dentro de la conceptualización de la psicología analítica de Carl Gustav Jung.

## Definición
Comienza Jung planteando en su obra Tipos psicológicos el hecho claro de que un individuo normal nunca puede manifestar una pluralidad de personalidades, pero sí la posibilidad en potencia de una disociación de la personalidad. También en individuos normales existen vagas huellas de una escisión del carácter. Basta observar cómo se modifica la personalidad de un individuo en distintas circunstancias, al pasar de un ambiente a otro. En cada ocasión aparece un carácter bien definido y distinto del anterior. Dos ambientes totalmente distintos exigen dos actitudes totalmente distintas. Dichas actitudes generan un desdoblamiento del carácter según el grado de identificación del yo con las mismas.
Una persona así no dispone de un carácter real, no es individual sino colectivo, correspondiendo a las circunstancias generales. Si fuese individual tendría el mismo carácter a pesar de la variedad de la actitud. No sería idéntico a la actitud correspondiente y su individualidad se expresaría en toda situación.

Mediante su identificación más o menos completa con la actitud adoptada en cada caso engaña cuando menos a los demás, y a menudo se engaña también a sí mismo, en lo que respecta a su carácter real; se pone una máscara, de la que sabe que corresponde, de un lado, a sus intenciones, y, de otro, a las exigencias y opiniones de su ambiente; y en ello unas veces prepondera un elemento y otras el otro. A esa máscara, es decir, a la actitud adoptada ad hoc, yo la llamo persona. Con ese término se designaba la máscara que en la Antigüedad llevaban puesta los actores teatrales.

La persona es un complejo funcional que surge por razones de adaptación o de la necesaria comodidad, pero no es idéntica a la individualidad. La persona se refiere exclusivamente a la relación con los objetos. Hay que distinguir por tanto la relación del individuo con el objeto externo de su relación con el sujeto.
Existirían por tanto una personalidad externa y una interna.

A la actitud externa, al carácter externo lo designo con la palabra persona; a la actitud interna, con la palabra ánima, alma.

El alma, ánima en el hombre, ánimus en la mujer, es complementaria del carácter externo, suele contener todas aquellas cualidades humanas que faltan en la actitud consciente.
La identidad con la persona genera una identidad inconsciente con el alma. Si el yo es indistinguible de la persona, de la máscara, no es consciente de los procesos de su inconsciente, el yo sería idéntico a dichos procesos.

Quien es incondicionalmente su papel externo, ése está también sometido de manera ineludible a los procesos internos, es decir, dado el caso, contrariará con necesidad incondicional su papel externo o lo llevará ad absurdum (enantiodromía). Está excluida, por tanto, una afirmación de la línea individual, y la vida transcurrirá entre oposiciones inevitables.

En definitiva, el desarrollo de la persona tendría dos peligros potenciales:
1. La sobreidentificación con la persona, el yo se identifica con la máscara. El individuo se preocupa excesivamente en adaptarse al mundo social convenciéndose de que la imagen construida constituye la totalidad de la personalidad.
2. El desentendimiento de la persona, el yo se identifica con el alma. No se presta suficiente atención al mundo exterior ocupándose exclusivamente del mundo interior. Se genera una satisfacción narcisista en detrimento de las demás personas, siendo desconsiderado, ciego y desconectado de los demás. La renuncia a este posicionamiento vendrá forzada por los duros golpes del destino.